# نوپسرها اوستولاتا
نوپسرها اوستولاتا یک گونه سوسک از خانوادهٔ سوسک‌های شاخک‌دراز است. ویلهلم فردیناند اریکسون در سال ۱۸۳۴ این گونه را توصیف و بررسی کرد. این گونه در کشورهای فیلیپین و مالزی یافت شده است.

## زیرگونه‌ها
- Nupserha ustulata ustulata (Erichson, 1834)
- Nupserha ustulata palawanensis Breuning, 1960
- Nupserha ustulata borneensis Breuning, 1960
- Nupserha ustulata mindanaonis Breuning, 1960
- Nupserha ustulata boholensis Breuning, 1960